# Cometas en el cielo (novela)
Cometas en el cielo (en inglés The Kite Runner), publicada en 2003, es la primera novela del escritor estadounidense de origen afgano Khaled Hosseini. Su edición en español fue publicada al año siguiente por Salamandra, traducida por Isabel Murillo Fort.
El libro narra la historia de Amir, un niño del barrio Wazir Akbar Jan de Kabul, y de su mejor amigo, Hassan, un sirviente hazara de su padre. Amir se propone ganar una competición de cometas, aunque ello signifique sacrificar su amistad con Hassan. La trama transcurre "sobre el telón de fondo de un Afganistán respetuoso de sus ricas tradiciones ancestrales" mientras durante el invierno de 1975 en Kabul "la vida se desarrolla con toda la intensidad, la pujanza y el colorido de una ciudad confiada en su futuro e ignorante de que se avecina uno de los periodos más cruentos que han padecido los milenarios pueblos que la habitan".
La novela, que fue escrita en parte durante los sucesos del 11-S, se convirtió en un fenómeno editorial que ha vendido millones de ejemplares en el mundo.
Cometas en el cielo fue llevada al cine con el mismo nombre en 2007 por el director Marc Forster y en 2011 se la adaptó como novela gráfica, que fue publicada en español por Salamandra con traducción de Gema Moral Bartolomé.